# Santessoniella saximontana
Santessoniella saximontana är en lavart som beskrevs av T. Sprib., P. M. Jørg. & M. Schultz. Santessoniella saximontana ingår i släktet Santessoniella och familjen Pannariaceae.   Inga underarter finns listade i Catalogue of Life.